# Ornipholidotos peuceda
Ornipholidotos peuceda är en fjärilsart som beskrevs av Grose-smith 1889. Ornipholidotos peuceda ingår i släktet Ornipholidotos och familjen juvelvingar. Inga underarter finns listade i Catalogue of Life.